# Meall Garbh (berg i Storbritannien, Perth and Kinross, lat 56,64, long -4,21)
Meall Garbh är ett berg i Storbritannien.   Det ligger i kommunen Perth and Kinross och riksdelen Skottland, i den norra delen av landet, 600 km norr om huvudstaden London. Toppen på Meall Garbh är 968 meter över havet, eller 122 meter över den omgivande terrängen. Bredden vid basen är 1,6 km.
Terrängen runt Meall Garbh är huvudsakligen kuperad.Runt Meall Garbh är det mycket glesbefolkat, med 4 invånare per kvadratkilometer. Trakten runt Meall Garbh består i huvudsak av gräsmarker.